# Vespa-Caproni

L'automitrailleuse  Vespa-Caproni était un prototype de véhicule militaire italien, conçu par l'ingénieur Ottavio Fuscaldo, salarié de l'avionneur italien Caproni en 1941. Un seul prototype (ou deux selon les sources) a été construit et testé le 2 février 1942 par le Centro Studi della Motorizzazione mais, bien qu'il représentait une innovation particulière, le véhicule ne fut jamais fabriqué en série car, en fin d'année 1942, un (des 2 prototypes) a été comparé à la Lancia Lince qui a été préférée et retenue. Un prototype a été affecté au 6e Régiment motorisé de Bologne. 
L'idée de base était de doter l'armée du Roi d'Italie d'un véhicule blindé de petite taille, léger, facile à manœuvrer et rapide. 

## Caractéristiques
La caractéristique la plus évidente - unique au monde dans le domaine des véhicules militaires de tous types - est sa configuration géométrique avec des roues placées en losange. Une roue à l'avant et une autre à l'arrière, comme sur une motocyclette, et deux roues centrales coaxiales, placées aux extrémités latérales de l'engin, ce qui pouvait être assimilé à une disposition 1 x 2 x 1. Cette solution innovante permettait à l'engin de disposer d'un rayon de braquage extrêmement réduit, une qualité indispensable pour une automitrailleuse destinée principalement aux missions de reconnaissance et qui pouvait accueillir deux hommes d'équipage.
Elle était équipée d'un moteur essence de grande fiabilité et robustesse, le moteur Lancia de la Lancia Astura, un 8 cylindres en V étroit de 17° de 3 litres de cylindrée développant 82 ch à 4000 tr/min. Malgré un poids de 3,4 tonnes, l'engin pouvait maintenir, même en côte de 35 %, une vitesse élevée de 86 km/h. Le blindage frontal mesurait 26 mm et les parties latérales disposaient d'un blindage de 14 mm ce qui, compte tenu de la forme spécifique de cette voiture blindée, offrait à l'équipage une très bonne protection pour un véhicule de cette classe.
L'automitrailleuse Vespa-Caproni montait une mitrailleuse Breda Mod. 38 de 8 mm.
Il est intéressant de noter que l'équipage pouvait voir la route à travers des fenêtres équipées de grandes vitres blindées verticales.
Selon les documents retrouvés, la dénomination de ce véhicule blindé peut varier entre  Autoblinda Caproni-Fuscaldo, Caproni Taliedo  Vespa ou simplement Vespa. Les photographies « officielles » de l'avant du prototype montrent l'inscription Vespa Caproni. 